# Yongxing (socken i Kina, Henan)
Yongxing (kinesiska: 永兴, 永兴乡) är en socken i Kina. Den ligger i provinsen Henan, i den centrala delen av landet, omkring 260 kilometer söder om provinshuvudstaden Zhengzhou.
Genomsnittlig årsnederbörd är 1 143 millimeter. Den regnigaste månaden är augusti, med i genomsnitt 184 mm nederbörd, och den torraste är december, med 16 mm nederbörd.